# Federico Chávez
Federico Chávez Careaga, född 15 februari 1882 i Paraguarí, Paraguay, död 24 april 1978 i Asunción. Var en paraguayansk politiker och Paraguays president 1949-1954. Innan han blev president hade han varit utrikesminister mellan 1947 och 1949.
Han avsattes den 5 maj 1954 i en militärkupp ledd av Alfredo Stroessner sedan han försökt utöka sin makt genom att beväpna landets nationella polisstyrka.